# Deute ecològic

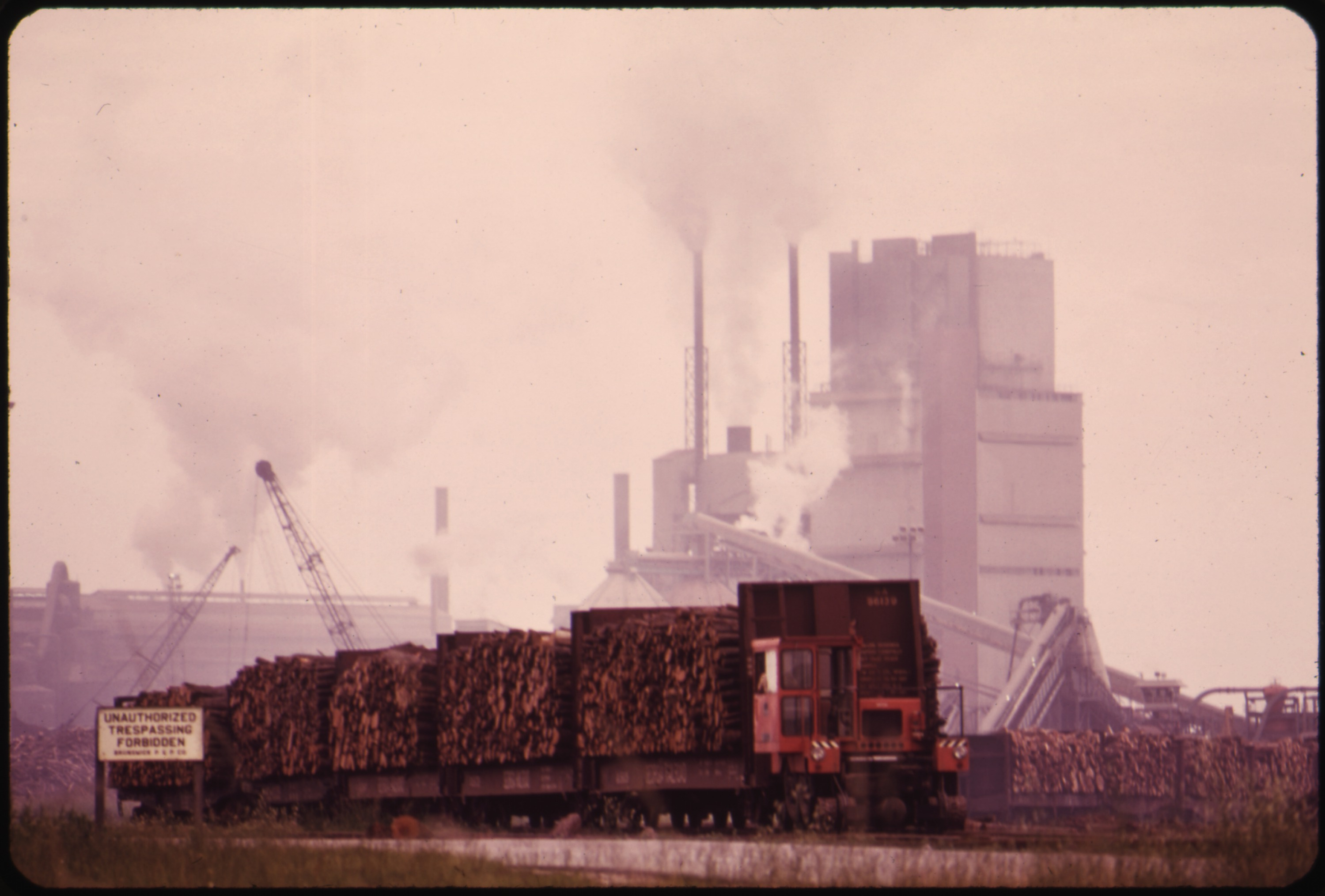
El consum de paper com a recurs biològic és superior a la seva producció natural. A la imatge, una fàbrica de polpa de paper.

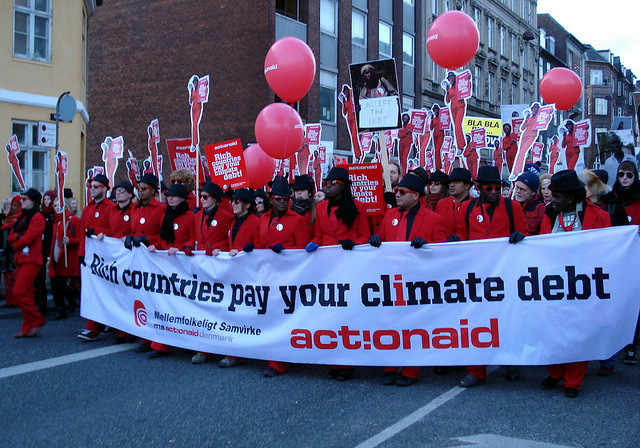
Activistes ambientals. Pancarta: "Països rics, pagueu el vostre deute ecològic", demanant un "intercanvi" o perdó mutu de deutes (ecològic i deute extern) a la Cimera del Clima de Copenhaguen, l'any 2009.

El deute ecològic o deute ambiental és la diferència, quan resulta negativa, entre consum de recursos naturals i la seva producció local, de manera sostenible i amb capacitat d'assimilació. Es tracta doncs d'un deute en principi no monetari pertanyent a la justícia ambiental i la justícia social i en un context de crisi ambiental i de responsabilitat social corporativa.
Aquesta idea es va començar a utilitzar a la Cimera de Rio de 1992 per organitzacions ecologistes del sud global, com a deute que el nord global els havia de pagar i en resposta al seu deute extern al Banc Mundial. A més d'aquesta component geogràfica o espacial, pot tenir una temporal, que seria el deute que tenen unes generacions amb les generacions futures en el desenvolupament no sostenible.
El deute ecològic no pretén donar un valor econòmic a la natura (vegeu també: servei ecològic) sinó definir les responsabilitats socioambientals i les obligacons corresponents en una voluntat de justícia en l'accés equitatiu i compartit als recursos. Evoca conceptes propers com les desigualtats ecològiques, la solidaritat ecològica i el reembossament del deute ecològic per a cercar la justícia ambiental. En un context complex de globalització es parla de vegades de "col·lectivització del deute ecològic".